# Rosenheim (Rijnland-Palts)
Rosenheim (Landkreis Altenkirchen) is een gemeente in de Duitse deelstaat Rijnland-Palts, en maakt deel uit van de Landkreis Altenkirchen. Rosenheim (Landkreis Altenkirchen) telt 765 inwoners.

## Bestuur
De plaats is een Ortsgemeinde en maakt deel uit van de Verbandsgemeinde Gebhardshain

## Geschiedenis
Tot 1963 heette de plaats Kotzenroth.